# 三代眞子
三代 眞子（みしろ まこ）は、日本の女性声優。主にアダルトゲームに声をあてている。

## 出演作品
太字は主役・メインキャラクター

### PCゲーム

#### 2011年
- ワルキューレロマンツェ 少女騎士物語（東雲さん）[1]

#### 2012年
- JOKER - 死線の果ての道化師 -（小春日 ひなげし）[2]
- イモウトノカタチ（漁 聡里[3]）

#### 2013年
- 大図書館の羊飼い（白崎 つぐみ[4]）
- 夏の終わりのニルヴァーナ（九条院 玲亜）[5]
- LOVESICK PUPPIES -僕らは恋するために生まれてきた-（ソーニャ〈ソフィーヤ・アレクセーエヴナ・フェオファノア〉）[6]
- Berry's（宝交 祐佳[7]）
- 乙女理論とその周辺 -Ecole de Paris-（樅山紅葉）[1]
- ちいさな彼女の小夜曲（本須和 茉莉[8]）
- ワルキューレロマンツェ More&More（東雲さん）[1]
- 戦国†恋姫〜乙女絢爛☆戦国絵巻〜（武田 薫 信廉）[9]

#### 2014年
- 大図書館の羊飼い -Dreaming Sheep-（白崎 つぐみ）[10]
- 恋がさくころ桜どき（一ノ瀬 美夕）[11]
- ワルキューレロマンツェ Re:tell（東雲さん）[1]
- 蒼の彼方のフォーリズム（市ノ瀬 莉佳）[12]
- 月に寄りそう乙女の作法2（樅山 紅葉）[13]

#### 2015年
- ぼくの一人戦争（犬塚 るみ）[14]
- プラマイウォーズ（神宮 藍咲）[15]
- ワルキューレロマンツェ Re:tell II（東雲さん）[1]
- 嫁探しが捗りすぎてヤバい。（八神 甘夏）[16]
- 僕はキミだけを見つめる（風早 永遠）[17]

#### 2016年
- 戦国†恋姫X〜乙女絢爛☆戦国絵巻〜（武田 薫 信廉）[18]
- キミトユメミシ（東条 七ノ羽）[19]
- 千の刃濤、桃花染の皇姫（八岐 雪花）
- 真剣で私に恋しなさい! A（最上 旭）

#### 2017年
- 蒼の彼方のフォーリズム EXTRA1（市ノ瀬 莉佳）
- ピュアソングガーデン!（星野 いろは）
- 月に寄りそう乙女の作法2.2 A×L+SA（樅山 紅葉）
- 幕末尽忠報国烈士伝 -MIBURO-（山南 敬助）[20]

#### 2018年
- メルキス（白嶋 愛理）

#### 2019年
- 千の刃濤、桃花染の皇姫 -花あかり-（八岐 雪花）[21]

#### 2020年
- kirakira stars idol project AI（桜井 みわ子）

#### 2021年
- 源平繚乱絵巻 -GIKEI- (菊王丸)[22]

### コンシューマーゲーム
- ALIA's CARNIVAL サクラメント（小鳥遊 七菜）[23][24][25]

### ブラウザ/オンラインゲーム
- UNITIA 神託の使徒×終焉の女神（バーチェ、レオーネ）
- あいりすミスティリア!〜少女のつむぐ夢の秘跡〜（フリッカ、白崎 つぐみ）

## キャラクターソング
※太字は三代眞子の役名。
| 発売日   | タイトル                                                          | 名義        | 楽曲                             | タイアップ                                                                                   |
| 2013年   | 2013年                                                            | 2013年      | 2013年                           | 2013年                                                                                       |
| -------- | ----------------------------------------------------------------- | ----------- | -------------------------------- | -------------------------------------------------------------------------------------------- |
| 3月29日  | 大図書館の羊飼い ボーカルコレクション                             | 白崎 つぐみ | 「ナチュラルガーデン」           | PCゲーム『大図書館の羊飼い a good librarian like a good shepherd』つぐみルートエンディング曲 |
| 2015年   |                                                                   |             |                                  |                                                                                              |
| 6月26日  | 蒼の彼方のフォーリズム Vocal&Sound Collection                     | 市ノ瀬 莉佳 | 「NIGHT FLIGHT」                 | PCゲーム『蒼の彼方のフォーリズム』莉佳ルートエンディング曲                                   |
| 11月27日 | 「僕はキミだけを見つめる ～I gaze at only you～」サウンドトラック | 風早 永遠   | 「ユメキャンバス」               | PCゲーム『僕はキミだけを見つめる ～I gaze at only you～』挿入歌                              |
| 11月27日 | 「僕はキミだけを見つめる ～I gaze at only you～」サウンドトラック | 風早 永遠   | 「私はあなただけを見つめる」     | 〃 エンディング曲                                                                            |
| 2017年   |                                                                   |             |                                  |                                                                                              |
| 6月30日  | 「ピュアソングガーデン!」サウンドトラック『ミライレコード!』      | 星野 いろは | 「ラブエア」                     | PCゲーム『ピュアソングガーデン!』ファーストソング                                            |
| 6月30日  | 「ピュアソングガーデン!」サウンドトラック『ミライレコード!』      | 星野 いろは | 「エンゼルブレス」               | 〃 テーマソング                                                                              |
| 6月30日  | 「ピュアソングガーデン!」サウンドトラック『ミライレコード!』      | M3部        | 「ソング・フォー・ミュージック」 | 〃 ワールドソング                                                                            |
| 2018年   |                                                                   |             |                                  |                                                                                              |
| 8月10日  | れいんどっぐ・ボーカルコレクション                                | 三代眞子    | 「空燃ゆ先へ -天明-」            | PCゲーム『幕末尽忠報国烈士伝 -MIBURO-』エンディング曲                                        |

### ユニットメンバー
1. ↑  星野いろは（三代眞子）、河和井玖音（桜乃ひよ）、下国明日歌（花園めい）、柳沢律（奏雨）、すず（羽鳥いち）、島村真琴（五行なずな）、高峰調（百瀬ぽこ）